# Cupramontana
Cupramontana (Massaccio fino al 1861) è un comune italiano di 4 357 abitanti della provincia di Ancona nelle Marche.

## Storia
Il toponimo Cupramontana deriva dalla dea Cupra, la dea della fertilità e della bellezza adorata dalla popolazione preromana dei Piceni alla quale era dedicato un tempio nella zona. Cupramontana divenne poi un importante municipio romano, il cui fulcro si estendeva nell'attuale zona del cimitero e di cui resta a testimonianza il serbatoio detto Barlozzo. In periodo longobardo fece parte del ducato di Spoleto-Camerino cambiando nome in Massaccio. Nel XIII secolo fu ereditato, quale Patrimonium Imperii dall'Imperatore Federico I Hohenstaufen, detto Barbarossa, ma alla morte di Corradino di Svevia, il Papa inserì il sito longobardo-svevo nel Contado di Jesi e quindi dello Stato Pontificio.
Nel corso del XV secolo a Massaccio si stabilirono alcuni elementi appartenenti al gruppo eretico dei Bertolani, detti Fraticelli; mentre alla fine del Settecento, con le campagne napoleoniche il paese si trovò a resistere all'aggressione delle truppe francesi. Solo con l'Unità d'Italia, con il regio decreto 1º dicembre 1861 n. 358, venne autorizzato il ritorno all'antico nome di Cupramontana.

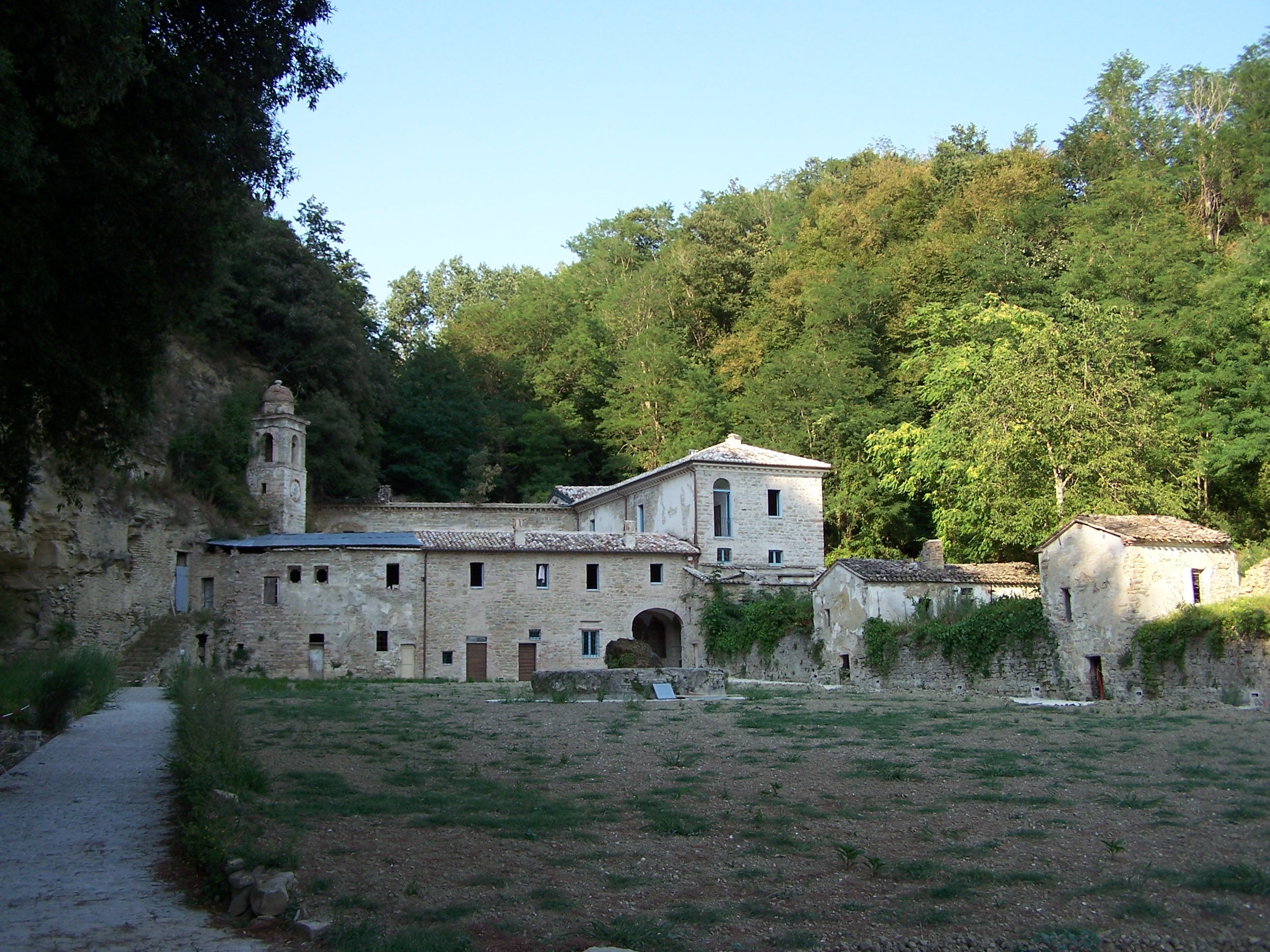
L'Eremo dei Frati Bianchi

Nel 1892 nacque qui l'artista Luigi Bartolini.

### Simboli

Il gonfalone comunale

Lo stemma e il gonfalone sono stati concessi con decreto del presidente della Repubblica del 22 settembre 1992.
Il gonfalone è un drappo di azzurro al palo di rosso. La bandiera municipale è un dappo partito di rosso e di azzurro caricato dello stemma comunale al centro.

## Monumenti e luoghi d'interesse
- Collegiata di San Leonardo: riedificata completamente nel Settecento su un precedente edificio, conserva una croce d'argento quattrocentesca, nonché una Circoncisione di Antonio Sarti del 1615 ed opere lignee di Andrea Scoccianti, detto Raffaello delle Fogliarelle.
- Chiesa di Santa Maria della Misericordia: chiesetta eretta alla fine del Quattrocento, ristrutturata nel Settecento e con facciata ottocentesca. All'interno è un affresco frammentario della Madonna della Misericordia attribuito a Lorenzo di Giovanni de Carris, databile alla metà del primo decennio del Cinquecento.[8] Da questa chiesa proviene anche un frammento di affresco staccato con la Madonna della Misericordia attribuita a Lorenzo di Giovanni de Carris e databile verso la metà degli anni novanta del Quattrocento.[9]
- Abbazia del Beato Angelo [10]: noto anche come Chiesa di Santa Maria della Serra nasce come monastero camaldolese ed è ancora oggi meta di pellegrinaggi. Fu edificato nel 1180, ma l'attuale chiesa è stata completamente riedificata nel corso dell'Ottocento. All'interno si conserva il corpo del beato Angelo da Massaccio, priore del monastero ucciso nel 1458 per mano di un gruppo appartenente alla setta dei Bertolani, detti Fraticelli.[11][12]
- Eremo delle Grotte: noto anche come Eremo dei Frati Bianchi. [13][14]
- Museo internazionale dell'etichetta del vino: raccolta di etichette provenienti da ogni parte del mondo; i primi esemplari presenti risalgono all'inizio dell'Ottocento.
- Biblioteca comunale: ha sede presso il settecentesco palazzo comunale e conserva 80 incunaboli e 434 edizioni del Cinquecento, nonché i documenti portati in salvo dall'eremo delle Grotte. All'interno della biblioteca si trova anche il centro documentazione "Luigi Bartolini".
- Castello di Poggio Cupro[15]: piccolo centro nei dintorni di Cupramontana e sua unica frazione. Conserva l'originaria struttura medievale e presenta un'unica porta d'accesso. La chiesa di San Salvatore, ristrutturata completamente nel XV secolo presenta all'interno, in abside, un affresco di san Floriano risalente al 1470, la raffigurazione più antica di questo santo che risulti presente nella zona.
- Resti dell'acquedotto romano di Cupramontana [16] [17]

## Società

### Evoluzione demografica
Abitanti censiti

### Tradizioni e turismo
La produzione più importante della zona è quella del vino Verdicchio, che viene celebrata con la sagra dell'uva nel primo fine settimana di ottobre. La manifestazione è tra le più antiche sagre vinicole d'Italia, la prima edizione risale infatti al 1928. Vengono ospitati diversi gruppi folkloristici e si tiene la tradizionale gara di pigiatura dell'uva. Una sfilata di carri allegorici a tema chiude i festeggiamenti.
In occasione dell'infiorata del Corpus Domini le vie del paese vengono adornate con petali di fiori disposti secondo particolari motivi geometrici a fare da tappeto alla processione religiosa.
Il terzo sabato del mese di luglio si svolge La notte del Verdicchio.
A Cupramontana nell'ultimo fine settimana di luglio si svolge il Festival internazionale del folclore.
Dal 2016 il Museo internazionale dell'etichetta del vino è stato spostato nel complesso museale del MIG | Musei in Grotta, dove oltre all'esposizione di etichette provenienti da tutto il mondo, si trovano anche il percorso della sagra dell'uva, la strada del gusto, l'ufficio turistico, l'enoteca e l'horto de i semplici.

## Economia
Cupramontana è un centro di produzione del Verdicchio dei castelli di Jesi, grazie alla fertilità del terreno e al clima favorevole, ha un'attività economica basata principalmente sulla viticoltura, ma anche sull'agricoltura in genere e l'artigianato.
Cupramontana fa parte del circuito delle Città dell'Olio e Città del Vino e dal dicembre 2011 è Bandiera Verde per meriti nell'ambito agricolo.

## Amministrazione
| Periodo        | Periodo        | Primo cittadino  | Partito                            | Carica  | Note   |
| -------------- | -------------- | ---------------- | ---------------------------------- | ------- | ------ |
| 6 ottobre 1988 | 6 giugno 1993  | Massimo Del Moro | Democrazia Cristiana               | Sindaco | [ 19 ] |
| 7 giugno 1993  | 27 aprile 1997 | Sergio Cerioni   | Partito Democratico della Sinistra | Sindaco | [ 19 ] |
| 28 aprile 1997 | 13 maggio 2001 | Sergio Cerioni   | L'Ulivo                            | Sindaco | [ 19 ] |
| 14 maggio 2001 | 29 maggio 2006 | Fabio Fazi       | Lista civica                       | Sindaco | [ 19 ] |
| 30 maggio 2006 | 15 maggio 2011 | Fabio Fazi       | Centro-destra                      | Sindaco | [ 19 ] |
| 16 maggio 2011 | 5 giugno 2016  | Luigi Cerioni    | Progetto Cupra                     | Sindaco | [ 19 ] |
| 6 giugno 2016  | 3 ottobre 2021 | Luigi Cerioni    | Progetto Cupra                     | Sindaco | [ 19 ] |
| 4 ottobre 2021 | in carica      | Enrico Giampieri | Progetto Cupra                     | Sindaco | [ 19 ] |

## Sport
A livello sportivo Cupramontana può vantare una squadra di baseball, la Cupra Baseball Softball, che milita nel campionato italiano di baseball in serie B.
A Cupramontana sono presenti anche due squadre di calcio, l'A.S.D. Cupramontana, che disputa il campionato di Prima Categoria ed una squadra di calcio amatoriale, l'F.C. Massaccio.
Per quanto riguarda il calcio a 5 la squadra locale milita in Serie D e prende il nome di Dragons Cupramontana C5.